# Église Saint-Vénérand de Laval
Pour les articles homonymes, voir Saint-Vénérand.
L'église Saint-Vénérand est située à Laval en Mayenne. Elle date de la fin du XIVe siècle. Elle comprend un vaste chœur à cinq nefs avec abside centrale.

## Histoire

### Origine
François de Laval (futur Guy XV de Laval), comte de Gavre, sentit la nécessité de construire une nouvelle église paroissiale. Il venait le plus ordinairement passer au château de Laval le temps que lui laissaient libre les fonctions qu'il remplissait à la cour ; Guy XIV son père habitait la Bretagne, et, depuis son second mariage, résidait à Châteaubriand, principal domaine de sa femme.
C'est en 1485 que le comte de Gavre, frappé des inconvénients qui résultaient pour les habitants du Pont-de-Mayenne de l'éloignement de leur église de Saint-Melaine, les engagea à aviser aux moyens d'élever une église plus rapprochée des bords de la Mayenne, partant plus facilement accessible à ses nombreux paroissiens. L'église de l'antique prieuré de Saint-Melaine servait d'église romane. Elle devenait trop éloignée du nouveau centre de population, marquée par le développement du commerce de la toile ; elle était remplacée par un nouvel édifice religieux.

## Reliques

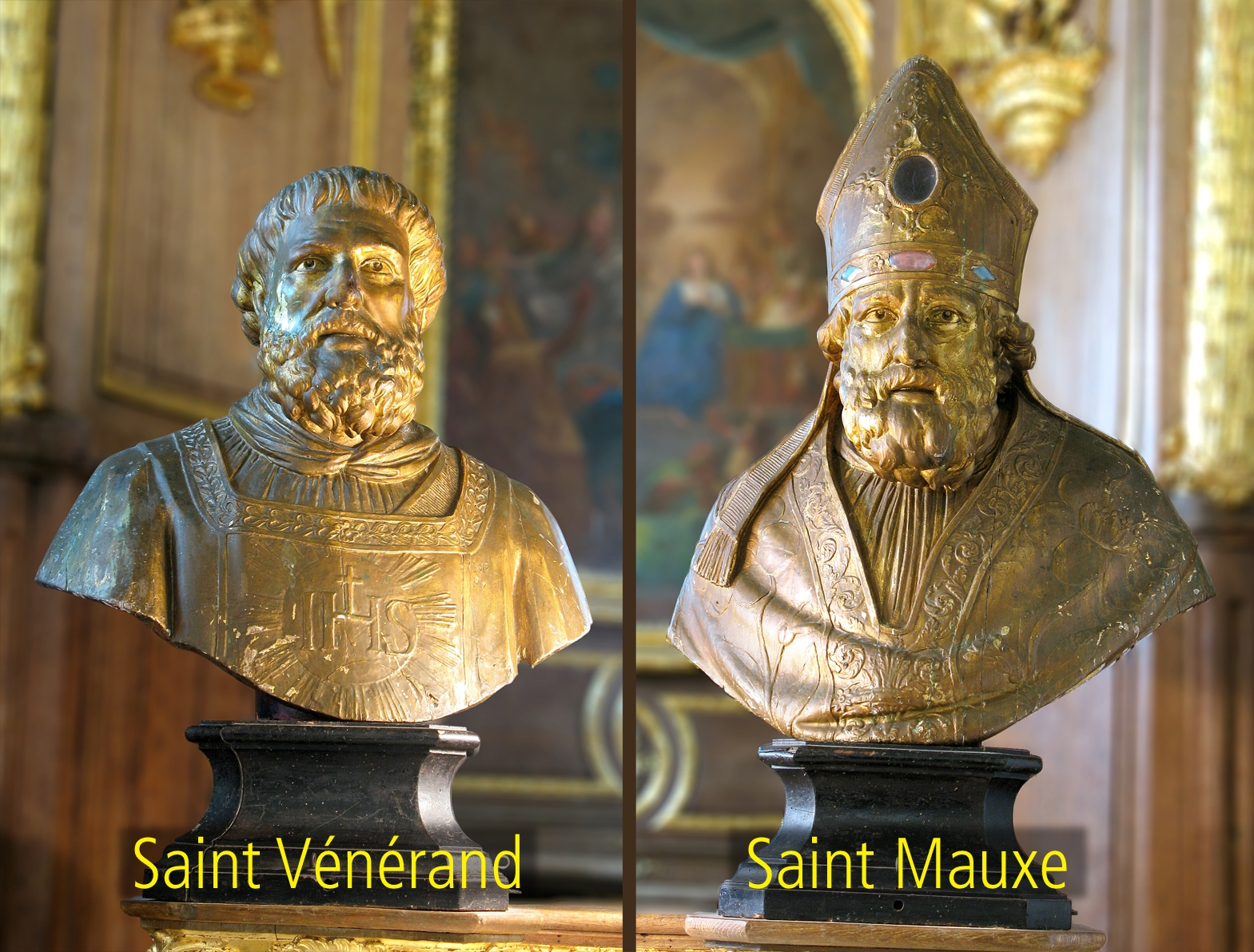
Bustes reliquaires de saint Vénérand et saint Mauxe à Acquigny.

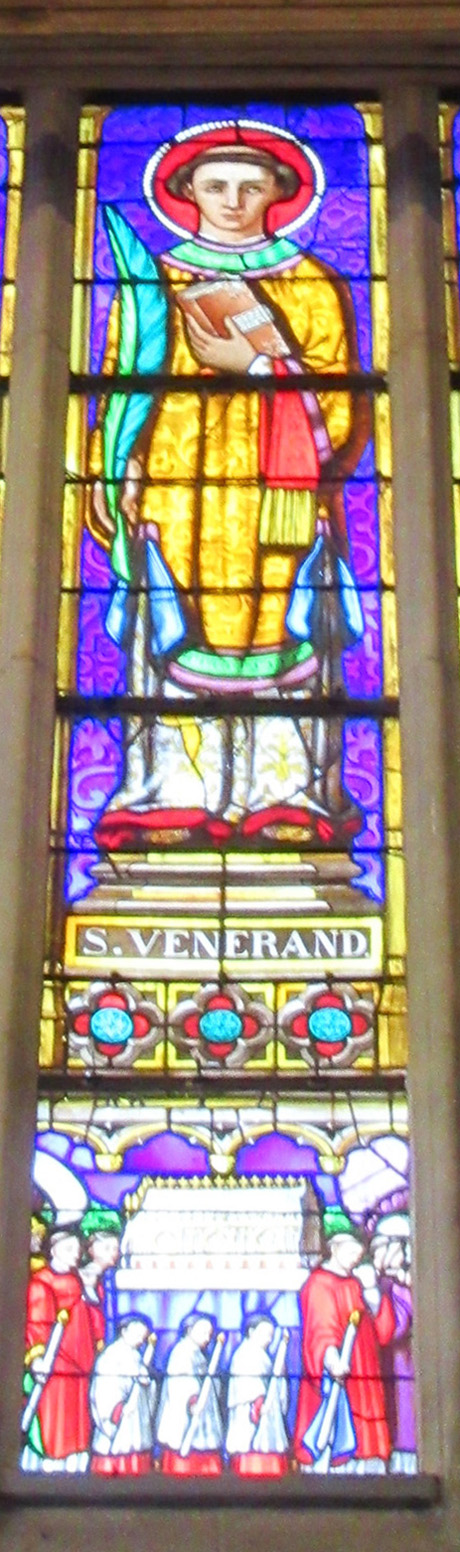
Vitrail de saint Vénérand, dans l'église.

L'abbaye de Conches conservait les reliques de saint Mauxe, évêque, et de saint Vénérand. Le comte de Laval était possesseur du château et de la terre d'Acquigny. Jean, abbé de Conches, lui avait fait don d'une notable portion de la partie antérieure du chef de Saint Vénérand, qu'il conservait dans son château d'Acquigny. La remise en avait été faite le 15 mai 1480
L'abbé Angot dit de la fondation de cette église à Laval (après celle de la Trinité et celle de Saint Melaine) que Guy XIV de Laval offre en 1490 aux notables de la paroisse à part de sa protection et indemnités féodales une relique remarquable, à savoir le chef de Saint Vénérand, de son église d'Acquigny.

## Emplacements
Les habitants acceptèrent, et cherchèrent un emplacement favorable pour cette construction. Ils songèrent d'abord au carrefour de la Sirène, mais on y pouvait craindre les inondations de la Mayenne. Après quelques tâtonnements, ils s'arrêtèrent vers le lieu dit la Forêt-Macé, dans un enclos, contenant environ un journal d'étendue à la Trinquerie. Le comte de Gavre, prévenu de ce choix, se transporta sur le lieu, l'approuva et indemnisa sur-le-champ Jean Martin auquel il appartenait. Les paroissiens firent aussitôt marquer les fondements et commencer la maçonnerie.
Mais les Dominicains, conduits par François Mallet, religieux dominicain de Rennes, cherchaient eux aussi un lieu convenable à l'érection d'un monastère à Laval, à la suite sans doute de la clause testamentaire de Isabelle de Bretagne, première épouse de Guy XIV de Laval. Ils obtinrent du comte ce même lieu de la Trinquerie, où quelques années plus tard ils élevèrent l'église de Notre-Dame de Bonne-Rencontre de Laval qui passait pour être la plus belle de la ville. Le comte avait d'ailleurs indemnisé les paroissiens de Saint-Melaine, et ceux-ci, mis en possession d'un autre terrain.
Le 16 mai 1485, à huit heures du matin, Guy XIV de Laval, comte de Laval, précédé du clergé, suivi du comte de Gavre, son fils, de Jean Bureau, Macé Chevalier et Guillaume Chantepie, procureurs de la fabrique, et entouré d'une foule nombreuse, purent poser la première pierre de leur nouvelle église. Une foule immense assista à cette cérémonie ; le seigneur y fit de grandes largesses et distributions de vin.

### Travaux
« Et le treizième jour de may L'an desous dit, par bon arroy L'esguille de Sainct Vénérand Du clocher, si t'usl inist au vent Et fust levée par Jehan Bodin Charpentier, en beuvant du vin. (1500) ».
Guillaume Le Doyen ne nous a pas conservé le nom du maître des œuvres; il nous apprend seulement qu'il fut lui-même chargé d'aller prendre la laize et longueur de l'église d'Avenières..
Jean Janvier, bon serrurier, chargé de la conduite des constructions de Saint-Vénérand, savait amasser maint denier. Un incident arrêta un moment le zèle des habitants. Un procès fut sur le point de commencer et les travaux furent suspendus jusqu'en 1486. Une autre difficulté restait encore.
Les fonds de la fabrique et les dons des paroissiens suffirent à ces premiers travaux. On éleva au milieu du chancel une petite chapelle provisoire, dans laquelle Mgr l'évêque du Mans permit qu'on célébrât la messe, en attendant l'achèvement de l'église. Une petite cloche fut fondue à laquelle on donna le nom de Vénérande. On dépose dans la chapelle provisoire  en 1490 les reliques de Saint-Vénérand.
En 1499, l'église de Saint-Vénérand s'achevait peu à peu. Les marchands du Pont-de-Maine qu'enrichissait le commerce avec l'Espagne et qui se trouvaient maintenant trop heureux
D'éviter la paine
D'aller jusques à Sainct-Melaine
et rivalisaient de zèle pour orner leur nouvelle église paroissiale d'autels, de chapelles, de vitraux.
Grâce aux dons et aux fondations qui ne cessèrent d'avoir lieu, l'ouvrage continua sans interruption. Les chroniques mentionnent parfois les dons généreux qui hâtaient l'exécution des travaux :
Le 3 juin 1512, en considération de M. le prieur curé et de la fabrique de Saint-Melaine, Guy XVI de Laval affranchit de tous droits la place où l'église de Saint-Vénérand était en construction, ainsi que l'emplacement du cimetière au devant. En souvenir de ces libéralités, les habitants du faubourg du Pont-de-Mayenne, par divers actes des 3 et 4 juin 1512, renouvelés le 27 avril 1516, reconnaissent que Guy XVI de Laval est patron et fondateur de l'église et cimetière de Saint-Venérand.
La nef et les transepts étaient achevés en 1520. Les libéralités des paroissiens avaient suffi pour accomplir leur entreprise. Une nouvelle cloche fut fondue, on lui donna le nom d'Anne.
En 1499, il manquait la dépendance, l'annexe nécessaire de toute église au Moyen Âge : le cimetière. On enterrait encore les habitants du Pont-de-Mayenne dans celui de Saint-Melaine. Il devenait donc indispensable d'ajouter un cimetière à la nouvelle église.

### Dédicace et consécration

#### Bénédiction
Les travaux de l'église de Saint-Vénérand, commencés depuis 36 ans, se trouvent assez avancés en 1520, et 1521, pour que l'on songe à en faire la bénédiction.
Les habitants adressèrent une demande pour la bénédiction à Louis de Bourbon, évêque du Mans. Le 31 janvier 1520, Jérôme de Hangest, prêtre, professeur en théologie, vicaire général, administrant le diocèse en l'absence de Mgr l'Évêque, leur accorda l'autorisation d'y célébrer la messe.
L'église, complètement achevée en 1521, se composait alors seulement d'une nef et de deux transepts. Le portail n'était point encore construit. Les constructions étaient achevées, le temps était enfin venu où les vœux des habitants du faubourg du Pont de-Mayenne allaient se trouver réalisés, par l'érection de leur église en église paroissiale.
Mais la rente dont elle se trouvait toujours chargée pour l'emplacement où elle avait été édifiée, mit de nouveau un obstacle à leurs désirs. Les moyens de la paroisse étaient épuisés, et ne permettaient pas de rembourser les charges qui grevaient la fabrique. Guillaume Le Clerc, fit l'amortissement de la rente dont était chargé l'emplacement sur lequel l'église de Saint-Vénérand était bâtie. Le terrain ainsi libéré, il ne restait plus aucun empêchement pour arriver à leur but.

#### Dédicace
Michel Haireau et Guillaume Le Clerc présentèrent une nouvelle requête au grand-vicaire administrateur du diocèse et mirent jour pour la dédicace et la consécration de l'église. 

« Ce fait, fut par ledict haireau Pourchacé un cas nouveau De dédier ladicte église De Saint-Vénérand, dont je m'advise. Et le jour saint Sébastien Fust faict par le suffragant De Monseigneur l'évesque du Mans La dédicace dont me vans, Luy estant de Sainct-Dominicque Religieux bien doctoricque, Où il fust faict très beau mystère Tant es autel qu'en cymetière. (1522) ».
Le 20 janvier 1521, le substitut et coadjuteur de Louis de Bourbon, cardinal-évêque du Mans, Jean Tisserot, dominicain, évêque in partibus, vient à Laval avec commission spéciale de Guillaume de Hangest. Il dédie l'église, qui mise sous l'invocation de Saint Venérand, dont elle possédait déjà une partie du chef. C'est une véritable consécration et non pas une bénédiction simple.
Tisserot bénit huit autels. L'église contenait alors, outre le maître-autel, sept autels dédiés à la Sainte-Vierge, à sainte Anne, à sainte Barbe, à saint Jean, à sainte Marie-Madeleine, à saint Guillaume et à saint Claude. La partie de terrain destinée au cimetière au-devant de l'église fut aussi consacrée.
Une nombreuse assistance fut présente à celle cérémonie. Guy XVI de Laval, en 1522, assistait à la dédicace de cette nouvelle église, dont son prédécesseur avait tracé les fondations.  Un contemporain dit qu'il «fut fait de grands mystères à cette consécration.».
Après l'entier achèvement de l'église, cette concession fut confirmée dans une assemblée de paroisse.

#### Protestantisme
« Lequel leur dénoua le neu De la science de Luther, Qui deust la bouillir en enfer. Il fist es halles maints sermons Et belles prédications, (1526) ».
Le protestantisme progressant à Laval. Louis de Bourbon, cardinal-évêque du Mans, envoie, pour convaincre les protestants de Laval, Jérôme de Hangest. Il semble selon Guillaume Le Doyen, que plusieurs exécutions aient suivi son passage en 1526. En 1537, par ordre du roi, Mathieu Ory, inquisiteur de la foi, vient à Laval, où il s'adjoint frère François Verdier, prieur de Saint-Dominique, et chasse tous les Huguenots de quelque rang ou état qu'ils soient. Leurs biens sont confisqués par le roi en 1537.

### Extensions
Le zèle des paroissiens pour l'augmentation et la décoration de leur église ne se ralentit pas après sa dédicace et sa consécration. Ils trouvèrent qu'il leur restait encore à faire pour la mettre en rapport avec la population du faubourg, qui tendait toujours à s'accroître. Les habitants continuent ensuite à développer et à embellir leur église paroissiale, qui n'est complètement achevée qu'en 1563.
Les deux chroniques de Le Doyen donnent les principaux bienfaiteurs de l'église paroissiale de Saint-Vénérand après 1512 :
En 1605, la Confrérie du Saint-Sacrement de Laval est fondée dans l'église Saint-Vénérand.
Adrien d'Amboise, docteur en théologie de la faculté de Paris, évêque de Tréguier, bénit et consacre, le 10 octobre 1608, les autels de Notre-Dame, Saint Jérôme et Saint François. Il bénit aussi une portion de terrain achetée pour l'agrandissement du cimetière derrière l'église.

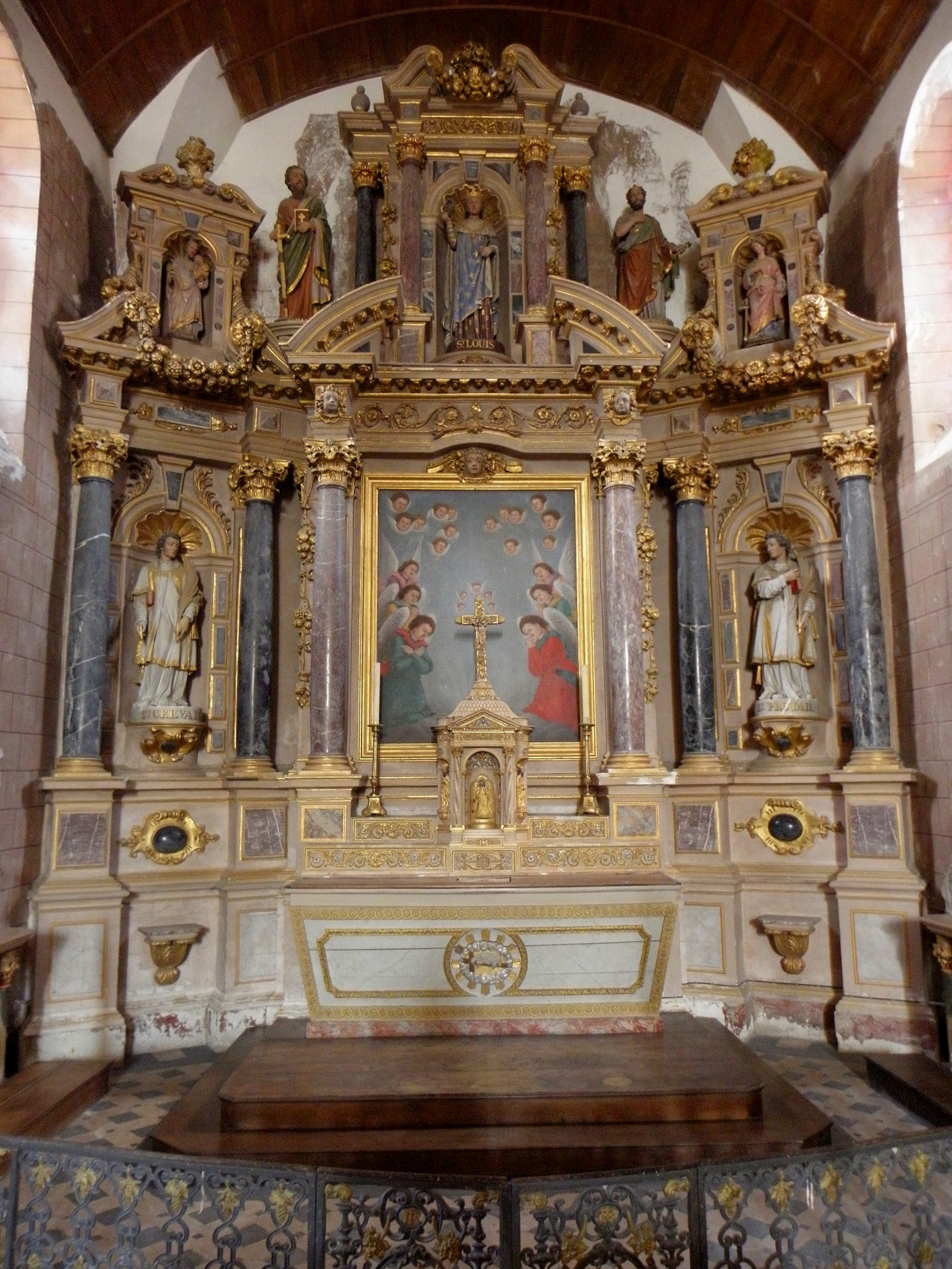
Maître-autel et son retable (église de Brée).

En 1608, le cimetière était devenu trop petit, François Hutin acheta une partie de jardin contiguë, pour son agrandissement. Jean Cornuau et Guillaume Martin étaient alors procureurs marguilliers.

### XVIIesiècle

#### Carnaval
En 1676, d'après une bulle du Pape et l'autorisation de l'évêque du Mans, le service des Quarante-Heures, pendant les jours du Carnaval, s'établit en les églises de Saint-Michel et de Saint-Vénérand. Le résultat en est heureux, et, pour en conserver la mémoire et perpétuer en même temps les effets produits par la sanctification de ces jours, les chanoines de Saint-Michel et le clergé de Saint-Vénérand passent, le 22 février 1677, devant Me Pottier, notaire et tabellion royal à Laval, un compromis par lequel ils s'engagent réciproquement, les chanoines à venir processionnellement chanter une grand'messe à Saint-Vénérand le lundi de Carnaval, et le clergé de cette paroisse à faire aussi processionnellement une station a Saint-Michel et a y chanter une grand'messe le 4 octobre de chaque année, jour d'une fête de saint Michel.
Le prieur s'obligeait, lui et ses successeurs, à aller, chaque année, faire processionnellement une station dans la Collégiale Saint-Michel de Laval, le jour et fête de leur patron Saint Michel, qui arrive le 16 du mois d'octobre, et d'y chanter une grande messe.

#### Foudre
Le 25 mai 1686, le jour de la fête patronale de Saint-Vénérand, un orage arrive tout à coup, à une heure de l'après-midi. La foudre tombe sur l'église de Saint-Vénérand, brûle les linges de l'autel sur lequel étaient exposées les reliques du saint et n'endommage aucunement la châsse d'argent qui les contenait.

#### Reliques
En 1693, l'église est enrichie d'un assez grand nombre de reliques. Ces reliques avaient été apportées de Rome par André Transon, prêtre de la paroisse et par François Eumond, religieux cordelier. Leurs titres furent examinés avec grand soin à l'évêché du Mans, qui reconnut leur authenticité: elles étaient renfermées dans deux grandes châsses en bois, déposées au couvent des Cordeliers.
Leur translation eut lieu le 1er mai 1693. Par ordre de Louis de la Vergne Montenard de Tressan, une procession solennelle eut lieu de l'église des Cordeliers jusqu'à Saint-Vénérand. Une foule nombreuse de peuple l'accompagna. Pour donner plus de pompe à cette cérémonie, l'évêque ordonna aux curés, prêtres et autres ecclésiastiques de l'église paroissiale de la Sainte-Trinité, aux religieux Dominicains et aux Cordeliers d'assister à la procession jusqu'à Saint-Vénérand. Quarante jours d'indulgence furent accordés aux fidèles qui la suivraient

#### Chapelle Saint-André
Jean Bidault, sieur des Landes et Pierre Hunault, sieur des Mazures, marguilliers, pour donner à l'église plus de régularité, construisirent en 1690 une chapelle pareille à celle de Saint Jérôme, au côté de l'Orient. Elle fut dédiée à Saint André. Les murailles furent élevées pendant les années 1694 et 1695, de manière à recevoir la charpente. Quand on vint à démolir la muraille entre la nouvelle et l'ancienne construction, deux personnes, un ecclésiastique et un laïque, couchèrent dans l'église pour la garder des voleurs.
Jacques des Loges, prieur, avait mis la première pierre au levant, et Ambroise Duchemin celle du côté du couchant. On alla chercher au Cimetière-Dieu des pierres tombales pour la construction de cette chapelle. Le 13 avril 1695, une convention est signée entre les marguilliers de Saint-Vénérand et François Langlois. Celui-ci s'engageait à  parachever d'architecture, inassonail et pourfisseure, la chapelle qui est encommencée à l'église de Saint-Vénérand
La bénédiction eut lieu en 1697. Le grand autel de l'église de Saint-Melaine fut aussi apporté dans ce temps à Saint-Vénérand et placé au chevet. Les marguilliers placèrent dans la chapelle de Saint-André, qui venait d'être construite, un banc pour Louis de Baradat . , évêque de Vabres, abbé de l'abbaye de Clermont, pour lui et ses successeurs, en reconnaissance de sa munificence.

#### Destruction
On obtint, le 8 juillet 1699, l'autorisation de démolir quatre autels dans L'église, à savoir, ceux de Sainte Anne, Saint Bonaventure, Saint Jean L’Évangéliste et Sainte Madeleine. Déjà, les autels de Saint Christophe et de Saint Éloi avaient disparu.
En l'année 1700, le cimetière et la chapelle Saint Jacques, située dans le cimetière, furent, pollués par suite d'une rixe entre soldats, dans laquelle il y eut effusion de sang. On cessa pendant quelque temps de s'en servir pour les inhumations. On fit sa réconciliation le 11 janvier de cette même année.

#### Chapelle du côté de l'évangile
En 1705, la chapelle du côté de l'évangile, où était la sacristie, fut achevée et voûtée, et requête fut adressée pour avoir l'autorisation d'y ériger un autel. Au commencement du XVIIIe siècle, l'église de Saint-Vénérand était complète. Dans les siècles qui suivent, on ne s'occupa que de l'ornementation et de la décoration intérieure. Le zèle et la piété des paroissiens ne se ralentirent point: tous à l'envi enrichirent leur église d'ornements et de pieuses fondations.

#### Dalle funéraire
Une dalle funéraire indique CY GIT LE CORPS DE DEFFUNCT MONSIEUR FRANCOIS DE LAPORTE ANCIEN CONSUL DU ROY EN EGYPTE... NEGOTIANT BLANCHISSEUR... DECEDE LE DOUZE JUIN MILLE SEPT CENT SOIXANTE ONZE.. Les armoiries surmontant l'inscription sont deux blasons ovales sont accolés dans un lambrequin de fantaisie, timbrés de comte, le tout dans un encadrement ovale en perlettes. L'un des blasons est de gueules aux trois oiseaux (?) deux en chef un en pointe, l'autre est d'argent (?) au lion rampant. Un long espace est ménagé, qui devait recevoir l'inscription funéraire de Catherine Gaultier de Vancenay, femme du défunt, mais qui n'a pas été rempli. Dans le bas, se lit la formule : Requiescant in pace.

### Continuation de Saint-Melaine
Mgr de Froulay, par une ordonnance du 8 mai 1729, considérant que la plupart des chapelles anciennement fondées n'étaient pas desservies d'une manière convenable, avait enjoint de lui présenter les titres de fondation, déclarant interdites à partir du 15 août celles pour lesquelles on n'aurait pas rempli cette condition.
L'ancienne église paroissiale de Saint-Melaine n'était plus qu'une chapelle dans laquelle le prieur-curé de Saint-Vénérand faisait remplir les fonctions curiales et célébrer la messe le dimanche pour la commodité de la population environnante. Depuis la translation du chef-lieu de la paroisse dans l'église de Saint-Vénérand, il aurait pu, à ce qu'il paraît, se dispenser de faire à Saint-Melaine aucuns actes curiaux. Mais les devanciers de M. Rigault n'avaient pas voulu délaisser ainsi l'église-mère, et lui-même, n'ayant pas de titres à produire, demanda qu'il lui fût accordé autorisation d'en agir comme par le passé. Cette permission lui fut accordée, le 20 août 1729.

### XVIIIesiècle
Au mois de janvier 1751, un tabernacle en lois avail été construit par Boguais, architecte Le travail ne fut pas jugé convenablement exécuté. Le sieur Boguais fut condamné à enlever son ouvrage et à rendre l'argent qu'il avait reçu.
En 1752, l'enceinte du chœur fut reculée dans les chapelles latérales pour son agrandissement
Au milieu du XVIIIe siècle, le chœur est orné de stalles et de balustrades en fer magnifiquement travaillées ; on y construit une sacristie. Jusqu'en 1707, il n'y eut de sacristie que dans une chapelle, près du chœur du côté de l'évangile La première pierre de la Sacristie fut posée en 1707, derrière le transept septentrional, sur la cour Chevalier, par André Coustard de Souvré, receveur des tailles. Il n'y eut aucune cérémonie extraordinaire ; elle fut achevée quatre ans plus tard, en 1711.
En 1772, on amène des reliques de Saint Charles Borromée, puis en 1775 de la Vraie Croix.
On construisit l'autel de la Sainte-Vierge en 1781.
De la fin de 1793 au 24 avril 1795, l'église est enlevée au culte et servit de magasins à fourrages et d'approvisionnements, quelquefois d'étable.

### XIXesiècle
En décembre 1800, Mme Dolse-Garay, avec l'autorisation et sous la direction du chef de l'administration départementale de la Mayenne, loua a une société de catholiques l'ancienne église collégiale Saint-Michel de Laval pendant le temps qu'exigeraient les réparations à faire à l'église de Saint-Vénérand.
L'église Saint-Michel était à cette époque entièrement dépouillée. Une ordonnance du 21 décembre 1800, avait réglé l'administration spirituelle de la paroisse de Saint-Vénérand, desservie en l'église de Saint-Michel de Laval. L'église de Saint-Vénérand, restaurée à l'intérieur et rendue aux prêtres catholiques, devient définitivement l'église de la paroisse. Celle de Saint-Michel, de nouveau abandonnée, sert, pendant les grandes guerres de l'Empire, d'asile aux prisonniers de guerre, dont beaucoup mourront.
Après la Révolution française, l'église récupère une chaire du Couvent des Jacobins, ouvrage d'un religieux. L'auteur de ce travail de sculpture, eut l'idée de tracer, sur la face du devant, la vue de la ville de Laval, que, de son couvent, il avait sous les yeux. On aperçoit le vieux château, la grande horloge, détruite au XIXe siècle, le petit château et l'édifice de Saint-Tugal, tels qu'on les voyait alors.
Un jubé existait avant la Révolution française ; il fut détruit à cette époque. Un nouveau fut construit par les soins et les libéralités de Mr du Bois de Beauregard. Dès 1557 on parle d'un jeu d'orgues dans l'église Saint-Vénérand. Nous n'avons aucun renseignement sur sa composition. Les listes d'ecclésiastiques de la paroisse font toutes mention d'un organiste attaché à l'église.
Un jeu d'orgue nouveau a été replacé dans l'église en 1834.
Entre 1850 et 1854, l'abbé Gérault fait vendre plusieurs retables de l'église car ils ne correspondent pas au style gothique qu'il souhaite donner à son église : 
- le maître-autel, attribué à Tugal Caris, transporté à l'église de Brée ;
- deux retables adossés aux piliers du transept, transportés à l'église de La Chapelle-au-Grain ;
- l' autel de Sainte-Madeleine et un autre autel, transportés à l'église de Brétignolles. Jacques Salbert donne l'hypothèse qu'il s'agirait de l'ancien autel Saint-François construit en 1606.

## Bibliothèque
La bibliothèque du presbytère de Saint-Vénérand à Laval gardait la chronique manuscrite de cette paroisse par François-Augustin Gérault, qui est aussi le rédacteur du propre du diocèse de Laval, annexé au bréviaire en 1856.

## Retables existants
Il subsiste actuellement dans l'église sept retables, dont un du XIXe siècle. 4 d'entre eux datent du XVIIIe siècle. L'ensemble n'est pas significatif du retable lavallois.
On compte ainsi :
- l'autel de la Vierge daté de 1610, et celui de sainte Anne, daté de 1606. Ils illustrent les débuts de ce qui deviendra l'école du retable lavallois ;
- l'autel des Évêques. Il est daté de 1732 ; ses niches supérieures encadrent un vitrail, dans une disposition inspirée par celle du retable symétrique dédiée à sainte Anne.
- les autels de saint Jean-Baptiste et de saint Joseph, exactement identiques et symétriquement disposés par rapport à l'absidiole d'axe du chœur, sont datés par une inscription de 1743.
- un autre autel, situé au chevet de l'église, épouse la forme de l'absidiole d'axe. Il pourrait dater de 1748.

## Vitraux
De belles verrières ornaient autrefois toutes les fenêtres qui éclairaient la nef, les transepts et les latéraux du chœur. Deux seules des anciennes subsistent aujourd'hui dans les deux transepts.
Dans le transept de l'église Saint-Vénérand, deux vitraux du XVIe siècle ont été gardés : La Crucifixion, une œuvre due à Raoul de Nimègues et La Vie de Moïse attribuée à Simon de Heemsce, peintre-verrier situé à Moulay près de Mayenne au XVIe siècle. Les deux vitraux sont successivement restaurées en 1897 par Auguste Alleaume, en 1953 par Max Ingrand, puis en 1995 par Didier Alliou.
En 2005, Michel Soutra a peint La Terre promise pour accompagner Moïse et La Grâce par le corps et le sang du Christ pour aller avec la Crucifixion. Dans le chœur, de chaque côté, l'artiste a créé quatre verrières pour remplacer des vitreries du XIXe siècle, des verres abstraits, de couleurs, très rythmés évoquant les anges et les saints qui montent vers le chœur.